# Interkozmosz–5
Az Interkozmosz–5 (oroszul: Интеркосмос–5 [Intyerkoszmosz–5]), rövidítve IK–5 szovjet ionoszféra-kutató műhold, melyet a szocialista országok közös űrkutatási programja, az  Interkozmosz keretében indítottak.

## Küldetés
A dnyipropetrovszki Juzsnoje tervezőirodában kifejlesztett és a Juzsmas vállalat által készített DSZ–U2–IK típusú műhold, annak második indított példánya.

## Jellemzői
1971. december 2-án a Kapusztyin Jar rakétakísérleti lőtér Majak–2 indítóállásából Koszmosz–2 (63SZ1) hordozórakétával juttatták alacsony Föld körüli pályára. Az orbitális egység pályája 98,5 perces, 48,4 fok hajlásszögű, az elliptikus pálya perigeuma 198 kilométer, apogeuma 1181 kilométer volt. Energiaellátását akkumulátorok és napelemek összehangolt egysége biztosította. Feladata, felépítése, tudományos programja megegyezett az Interkozmosz–3 műholdakéval. Tömege 340 kilogramm. Aktív szolgálati idejét 1972.  április 7-én 127 nap után fejezte be, a Föld légkörébe érve elégett.

## Külső hivatkozások
- Az Interkozmosz–5 az Orosz Tudományos Akadémia (RAN) Űrkutatási Tanácsa Naprendszer szekciójának honlapján (oroszul)
- A DSZ–2U–IK típusú műhold az Encyclopedia Astronautica oldalán
- Interkozmosz–5. skyrocket.de. (Hozzáférés: 2012. december 14.)
- Interkozmosz–5. lib.cas.cz. (Hozzáférés: 2012. december 15.)

| Elődje: Interkozmosz–4 | Interkozmosz sorozat 1969–1994 | Utódja: Interkozmosz–6 |